# 일밤
《일밤》은 MBC TV에서 방송되었던 예능 프로그램이다.

## 역사
1988년 11월 27일을 기점으로, MBC의 주말 예능 프로그램 《일요일밤의 대행진》은 타이틀을 《일요일 일요일 밤에》로 변경하였다. 프로그램은 초기 개편을 통해 토크와 코미디를 중심으로 구성된 포맷으로 전환되었으며, 다양한 출연진이 참여하여 시청자들에게 신선한 재미를 제공하였다.
당시 주요 코너로는 시청자 참여형 게임, 콩트 중심의 코미디, 연예인 출연자들의 활약이 돋보였으며, 가족 단위 시청층을 겨냥한 따뜻하고 유쾌한 분위기로 주말 황금시간대에 안정적으로 자리매김하였다. 이러한 구성은 시청자들로부터 높은 호응을 얻으며 프로그램의 인기를 견인하였다.
1990년대에 들어서 버라이어티 형식으로 자리매김하였고, 평균 시청률 30% 이상을 기록하며 국민 예능 프로그램으로서의 확고한 위상을 확립하였다. 이 시기의 주요 인기 코너로는 〈몰래카메라〉, 〈TV 인생극장〉, 〈양심냉장고〉, 〈이경규가 간다〉 등이 있으며, 각 코너는 시청자들로부터 큰 사랑을 받으며 프로그램의 전성기를 이끈 핵심 요소로 자리하였다.
2000년 11월 가을 개편에 따라 방송 시간이 늘어나, 기존의 인기 코너를 유지하면서도 MC 진행자의 스튜디오 절감하기 위해 점차 사라졌고, 〈게릴라 콘서트〉, 〈러브하우스〉, 〈브레인 서바이버〉, 〈대단한 도전〉등 일요일 예능 시청률 1위를 기록하며 큰 인기를 끌었다.
2005년 4월 봄 개편 직후 시청률은 점차 하락세를 보였으며, 《상상원정대》, 《천사들의 합창》(다둥이), 《진호야 사랑해》(발달장애인), 《동안클럽》, 《경제야 놀자》 등의 프로그램이 인기를 끌면서 방송 시간이 계속 확대되었고, 리얼 버라이어티 등장과 함께 다양한 장르의 예능 프로그램이 주목받기 시작했다.
2008년 《우리 결혼했어요》와 《세상을 바꾸는 퀴즈》가 높은 인기를 끌며 예능 프로그램의 새로운 흐름을 형성했다. 이에 따라 개편이 이루어졌고, 두 프로그램은 독립적으로 편성되었다. 그러나 2009년부터 2010년까지 KBS의 《해피선데이 - 1박 2일》과 SBS의 《일요일이 좋다 - 패밀리가 떴다》와 경쟁하게 되면서 여러 코너가 시청률 저조에 대한 우려로 부진을 겪었다.
2011년 3월 6일 《우리들의 일밤》으로 개편되면서 시청률 회복을 위한 새로운 시도로《남심여심》제작했으나, 이후《나는 가수다》가 인기를 끌면서 2012년 4월 29일부터 프로그램의 명칭이 《일밤》으로 변경되었다.
2013년 다양한 형식의 코너로 《진짜 사나이》는 출연진이 군대 체험을 하는 형식이며, 2015년 《복면가왕》은 가수들이 가면을 쓰고 노래를 부르는 형식으로 음악 경연 프로그램으로 큰 인기를 끌었다. 그러나 시청률은 지속적인 변동을 보이며 오르막과 내리막을 반복했고, 젊은층 사이에서 소셜 미디어와 다양한 플랫폼, 유튜브 콘텐츠가 등장하면서 시청률이 감소했다.
2014년 5월에는 《일밤》이 방송 시간을 오후 4시 10분으로 앞당기고 전체 러닝타임을 확대함에 따라 이를 둘러싼 우려와 비판이 제기되었다. 지상파 3사인 SBS, KBS2, MBC가 모두 동시간대에 대형 예능 프로그램을 집중 편성하면서, 과도한 시청률 경쟁으로 인한 콘텐츠 과잉 현상이 발생하고 있다는 지적이 잇따랐다. 같은 해 8월 24일부터 오후 4시 50분에 시작하여 총 185분간 방송되는 회차도 있었으며, 이는 저녁 7시 55분까지 이어지는 장시간 편성이었다. 이러한 장편 구성은 당시 지상파 예능 프로그램 간의 경쟁 심화와 시청률 확보를 위한 전략의 일환으로 해석되었다.
2017년 4월 9일부터 편성표에 《일밤》이 기재되지 않고 코너명만 기재되었다. 기존의 《일밤》 로고가 나오는 오프닝 대신 코너별 오프닝으로 대체되었다. 그러나 《복면가왕》의 회차는 해당 프로그램의 방송 횟수가 아니라, 이전 《일밤》에서 이어진 회차를 그대로 유지하고 있다.

## 기록
2008년 12월 14일 1,000회 특집 방송에서 이 프로그램과 관련된 기록이 언급되었다. 해당 기록은 아래와 같다.
- 2008년까지 방송된 코너는 총 235개
- 가장 많이 방영된 코너는 몰래카메라 (189회(몰래카메라 86회 + 돌아온 몰래카메라 103회))
- 연속으로 가장 많이 방영된 코너는 브레인 서바이버(126회)[2]
- 가장 많은 코너를 진행한 인물은 이경규(28개), 차순은 김용만(23개)이다.
- 현재는 381회가량 방송한 미스터리 음악쇼 복면가왕이 가장 많이 방영된 코너다.

## 방송 일정

### 1기 - 일요일 일요일 밤에
| 방송 채널 | 방송 기간                                                           | 방송 시간                            | 방송 시간                            | 방송 분량  |
| --------- | ------------------------------------------------------------------- | ------------------------------------ | ------------------------------------ | ---------- |
| MBC       | 1988년 11월 27일 ~ 1989년 4월 9일                                   | 매주 일요일 저녁 6시 50분 ~ 8시      | 매주 일요일 저녁 6시 50분 ~ 8시      | 1시간 10분 |
| MBC       | 1995년 10월 29일 ~ 1996년 3월 3일                                   | 매주 일요일 저녁 6시 50분 ~ 8시      | 매주 일요일 저녁 6시 50분 ~ 8시      | 1시간 10분 |
| MBC       | 1996년 10월 27일 ~ 1999년 11월 28일                                 | 매주 일요일 저녁 6시 50분 ~ 8시      | 매주 일요일 저녁 6시 50분 ~ 8시      | 1시간 10분 |
| MBC       | 2000년 2월 27일 ~ 2000년 5월 14일                                   | 매주 일요일 저녁 6시 50분 ~ 8시      | 매주 일요일 저녁 6시 50분 ~ 8시      | 1시간 10분 |
| MBC       | 1989년 4월 16일 ~ 1989년 10월 29일                                  | 매주 일요일 저녁 7시 ~ 8시           | 매주 일요일 저녁 7시 ~ 8시           | 1시간      |
| MBC       | 1991년 4월 28일 ~ 1995년 10월 15일                                  | 매주 일요일 저녁 7시 ~ 8시           | 매주 일요일 저녁 7시 ~ 8시           | 1시간      |
| MBC       | 1996년 3월 10일 ~ 1996년 4월 28일                                   | 매주 일요일 저녁 7시 ~ 8시           | 매주 일요일 저녁 7시 ~ 8시           | 1시간      |
| MBC       | 1989년 11월 5일 ~ 1991년 4월 21일                                   | 매주 일요일 저녁 7시 5분 ~ 8시       | 매주 일요일 저녁 7시 5분 ~ 8시       | 55분       |
| MBC       | 1996년 5월 5일                                                      | 매주 일요일 저녁 6시 ~ 7시           | 매주 일요일 저녁 6시 ~ 7시           | 1시간      |
| MBC       | 1996년 5월 12일 ~ 1996년 6월 23일                                   | 매주 일요일 저녁 6시 ~ 8시           | 매주 일요일 저녁 6시 ~ 8시           | 2시간      |
| MBC       | 1995년 10월 22일                                                    | 매주 일요일 저녁 6시 40분 ~ 8시      | 매주 일요일 저녁 6시 40분 ~ 8시      | 1시간 20분 |
| MBC       | 1999년 12월 12일 ~ 2000년 1월 30일                                  | 매주 일요일 저녁 6시 40분 ~ 8시      | 매주 일요일 저녁 6시 40분 ~ 8시      | 1시간 20분 |
| MBC       | 1996년 6월 30일 ~ 1996년 10월 20일                                  |                                      |                                      |            |
| MBC       | 1부                                                                 | 매주 일요일 저녁 6시 ~ 7시           | 1시간                                |            |
| MBC       | 2부                                                                 | 매주 일요일 저녁 7시 ~ 8시           | 1시간                                |            |
| MBC       | 1999년 12월 5일                                                     | 매주 일요일 저녁 6시 30분 ~ 7시 50분 | 매주 일요일 저녁 6시 30분 ~ 7시 50분 | 1시간 20분 |
| MBC       | 2000년 2월 13일 ~ 2000년 2월 20일                                   | 매주 일요일 저녁 6시 40분 ~ 7시 55분 | 매주 일요일 저녁 6시 40분 ~ 7시 55분 | 1시간 15분 |
| MBC       | 2000년 5월 21일 ~ 2000년 10월 29일                                  | 매주 일요일 저녁 6시 50분 ~ 7시 55분 | 매주 일요일 저녁 6시 50분 ~ 7시 55분 | 1시간 5분  |
| MBC       | 2001년 5월 13일                                                     | 매주 일요일 저녁 6시 50분 ~ 7시 55분 | 매주 일요일 저녁 6시 50분 ~ 7시 55분 | 1시간 5분  |
| MBC       | 2000년 11월 12일 ~ 2001년 4월 22일                                  | 매주 일요일 저녁 6시 10분 ~ 7시 55분 | 매주 일요일 저녁 6시 10분 ~ 7시 55분 | 1시간 45분 |
| MBC       | 2001년 5월 20일 ~ 2002년 3월 10일                                   | 매주 일요일 저녁 6시 10분 ~ 7시 55분 | 매주 일요일 저녁 6시 10분 ~ 7시 55분 | 1시간 45분 |
| MBC       | 2002년 5월 5일 ~ 2002년 5월 19일                                    | 매주 일요일 저녁 6시 10분 ~ 7시 55분 | 매주 일요일 저녁 6시 10분 ~ 7시 55분 | 1시간 45분 |
| MBC       | 2002년 6월 23일                                                     | 매주 일요일 저녁 6시 10분 ~ 7시 55분 | 매주 일요일 저녁 6시 10분 ~ 7시 55분 | 1시간 45분 |
| MBC       | 2002년 7월 7일 ~ 2002년 10월 27일                                   | 매주 일요일 저녁 6시 10분 ~ 7시 55분 | 매주 일요일 저녁 6시 10분 ~ 7시 55분 | 1시간 45분 |
| MBC       | 2000년 11월 5일                                                     | 매주 일요일 저녁 6시 10분 ~ 7시 45분 | 매주 일요일 저녁 6시 10분 ~ 7시 45분 | 1시간 35분 |
| MBC       | 2001년 4월 29일                                                     | 매주 일요일 저녁 6시 ~ 7시 45분      | 매주 일요일 저녁 6시 ~ 7시 45분      | 1시간 45분 |
| MBC       | 2002년 3월 17일 ~ 2002년 4월 7일                                    | 매주 일요일 저녁 6시 ~ 7시 45분      | 매주 일요일 저녁 6시 ~ 7시 45분      | 1시간 45분 |
| MBC       | 2001년 5월 6일                                                      | 매주 일요일 저녁 6시 5분 ~ 7시 55분  | 매주 일요일 저녁 6시 5분 ~ 7시 55분  | 1시간 50분 |
| MBC       | 2002년 4월 14일 ~ 2002년 4월 21일                                   | 매주 일요일 저녁 6시 ~ 7시 50분      | 매주 일요일 저녁 6시 ~ 7시 50분      | 1시간 50분 |
| MBC       | 2002년 4월 28일                                                     | 매주 일요일 저녁 6시 ~ 7시 55분      | 매주 일요일 저녁 6시 ~ 7시 55분      | 1시간 55분 |
| MBC       | 2002년 6월 2일                                                      | 매주 일요일 오후 4시 30분 ~ 6시 15분 | 매주 일요일 오후 4시 30분 ~ 6시 15분 | 1시간 35분 |
| MBC       | 2002년 6월 9일                                                      | 매주 일요일 오후 5시 30분 ~ 7시 15분 | 매주 일요일 오후 5시 30분 ~ 7시 15분 | 1시간 35분 |
| MBC       | 2002년 6월 30일                                                     | 매주 일요일 저녁 6시 ~ 7시 35분      | 매주 일요일 저녁 6시 ~ 7시 35분      | 1시간 35분 |
| MBC       | 2002년 11월 3일 ~ 2005년 10월 16일                                  | 매주 일요일 저녁 6시 ~ 7시 55분      | 매주 일요일 저녁 6시 ~ 7시 55분      | 1시간 55분 |
| MBC       | 2005년 10월 30일                                                    | 매주 일요일 오후 5시 40분 ~ 7시 45분 | 매주 일요일 오후 5시 40분 ~ 7시 45분 | 2시간 5분  |
| MBC       | 2006년 1월 1일 ~ 2006년 3월 12일                                    | 매주 일요일 오후 5시 40분 ~ 7시 45분 | 매주 일요일 오후 5시 40분 ~ 7시 45분 | 2시간 5분  |
| MBC       | 2005년 11월 6일                                                     | 매주 일요일 오후 5시 45분 ~ 7시 45분 | 매주 일요일 오후 5시 45분 ~ 7시 45분 | 2시간      |
| MBC       | 2005년 11월 13일 ~ 2005년 11월 27일                                 | 매주 일요일 오후 5시 45분 ~ 7시 45분 | 매주 일요일 오후 5시 45분 ~ 7시 45분 | 2시간      |
| MBC       | 2005년 12월 18일                                                    | 매주 일요일 오후 5시 45분 ~ 7시 45분 | 매주 일요일 오후 5시 45분 ~ 7시 45분 | 2시간      |
| MBC       | 2005년 12월 11일                                                    | 매주 일요일 오후 5시 50분 ~ 7시 55분 | 매주 일요일 오후 5시 50분 ~ 7시 55분 | 2시간 5분  |
| MBC       | 2005년 12월 25일                                                    | 매주 일요일 오후 5시 50분 ~ 7시 55분 | 매주 일요일 오후 5시 50분 ~ 7시 55분 | 2시간 5분  |
| MBC       | 2006년 3월 19일 ~ 2006년 7월 16일                                   | 매주 일요일 오후 5시 35분 ~ 7시 55분 | 매주 일요일 오후 5시 35분 ~ 7시 55분 | 2시간 20분 |
| MBC       | 2006년 11월 26일 ~ 2008년 1월 6일                                   | 매주 일요일 오후 5시 35분 ~ 7시 55분 | 매주 일요일 오후 5시 35분 ~ 7시 55분 | 2시간 20분 |
| MBC       | 2008년 1월 20일                                                     | 매주 일요일 오후 5시 35분 ~ 7시 55분 | 매주 일요일 오후 5시 35분 ~ 7시 55분 | 2시간 20분 |
| MBC       | 2008년 2월 3일 ~ 2008년 2월 10일                                    | 매주 일요일 오후 5시 35분 ~ 7시 55분 | 매주 일요일 오후 5시 35분 ~ 7시 55분 | 2시간 20분 |
| MBC       | 2008년 2월 24일 ~ 2008년 3월 2일                                    | 매주 일요일 오후 5시 35분 ~ 7시 55분 | 매주 일요일 오후 5시 35분 ~ 7시 55분 | 2시간 20분 |
| MBC       | 2008년 3월 16일 ~ 2008년 3월 23일                                   | 매주 일요일 오후 5시 35분 ~ 7시 55분 | 매주 일요일 오후 5시 35분 ~ 7시 55분 | 2시간 20분 |
| MBC       | 2006년 7월 23일 ~ 2006년 11월 5일                                   | 매주 일요일 오후 5시 30분 ~ 7시 50분 | 매주 일요일 오후 5시 30분 ~ 7시 50분 | 2시간 20분 |
| MBC       | 2006년 11월 12일 ~ 2006년 11월 5일                                  | 매주 일요일 오후 5시 25분 ~ 7시 55분 | 매주 일요일 오후 5시 25분 ~ 7시 55분 | 2시간 30분 |
| MBC       | 2008년 1월 13일                                                     | 매주 일요일 오후 5시 20분 ~ 7시 55분 | 매주 일요일 오후 5시 20분 ~ 7시 55분 | 2시간 35분 |
| MBC       | 2008년 1월 27일                                                     | 매주 일요일 오후 5시 20분 ~ 7시 55분 | 매주 일요일 오후 5시 20분 ~ 7시 55분 | 2시간 35분 |
| MBC       | 2008년 2월 17일                                                     | 매주 일요일 오후 5시 20분 ~ 7시 55분 | 매주 일요일 오후 5시 20분 ~ 7시 55분 | 2시간 35분 |
| MBC       | 2008년 3월 9일                                                      | 매주 일요일 오후 5시 20분 ~ 7시 55분 | 매주 일요일 오후 5시 20분 ~ 7시 55분 | 2시간 35분 |
| MBC       | 2008년 5월 4일                                                      | 매주 일요일 오후 5시 20분 ~ 7시 55분 | 매주 일요일 오후 5시 20분 ~ 7시 55분 | 2시간 35분 |
| MBC       | 2008년 5월 18일                                                     | 매주 일요일 오후 5시 20분 ~ 7시 55분 | 매주 일요일 오후 5시 20분 ~ 7시 55분 | 2시간 35분 |
| MBC       | 2008년 3월 30일                                                     | 매주 일요일 오후 5시 30분 ~ 7시 55분 | 매주 일요일 오후 5시 30분 ~ 7시 55분 | 2시간 25분 |
| MBC       | 2008년 4월 20일 ~ 2008년 4월 27일                                   | 매주 일요일 오후 5시 30분 ~ 7시 55분 | 매주 일요일 오후 5시 30분 ~ 7시 55분 | 2시간 25분 |
| MBC       | 2008년 5월 11일                                                     | 매주 일요일 오후 5시 30분 ~ 7시 55분 | 매주 일요일 오후 5시 30분 ~ 7시 55분 | 2시간 25분 |
| MBC       | 2008년 5월 25일                                                     | 매주 일요일 오후 5시 30분 ~ 7시 55분 | 매주 일요일 오후 5시 30분 ~ 7시 55분 | 2시간 25분 |
| MBC       | 2008년 4월 6일 ~ 2008년 4월 13일                                    | 매주 일요일 오후 5시 20분 ~ 7시 55분 | 매주 일요일 오후 5시 20분 ~ 7시 55분 | 2시간 35분 |
| MBC       | 2008년 6월 1일                                                      |                                      |                                      |            |
| MBC       | 1부                                                                 | 매주 일요일 오후 5시 25분 ~ 6시 35분 | 1시간 10분                           |            |
| MBC       | 2부                                                                 | 매주 일요일 저녁 6시 35분 ~ 7시 55분 | 1시간 20분                           |            |
| MBC       | 2008년 6월 8일 ~ 2008년 6월 15일 2008년 7월 6일                     |                                      |                                      |            |
| MBC       | 1부                                                                 | 매주 일요일 오후 5시 20분 ~ 6시 35분 | 1시간 15분                           |            |
| MBC       | 2부                                                                 | 매주 일요일 저녁 6시 35분 ~ 7시 55분 | 1시간 20분                           |            |
| MBC       | 2008년 6월 22일 ~ 2008년 6월 15일                                   |                                      |                                      |            |
| MBC       | 1부                                                                 | 매주 일요일 오후 5시 15분 ~ 6시 30분 | 1시간 15분                           |            |
| MBC       | 2부                                                                 | 매주 일요일 저녁 6시 30분 ~ 7시 55분 | 1시간 25분                           |            |
| MBC       | 2008년 6월 29일 ~ 2008년 6월 15일 2008년 7월 13일 ~ 2008년 7월 20일 |                                      |                                      |            |
| MBC       | 1부                                                                 | 매주 일요일 오후 5시 25분 ~ 6시 35분 | 1시간 10분                           |            |
| MBC       | 2부                                                                 | 매주 일요일 저녁 6시 35분 ~ 7시 55분 | 1시간 20분                           |            |
| MBC       | 2008년 7월 27일                                                     |                                      |                                      |            |
| MBC       | 1부                                                                 | 매주 일요일 오후 5시 15분 ~ 6시 50분 | 1시간 35분                           |            |
| MBC       | 2부                                                                 | 매주 일요일 저녁 6시 50분 ~ 7시 55분 | 1시간 5분                            |            |
| MBC       | 2008년 8월 3일 2008년 8월 31일 ~ 2008년 9월 7일                     |                                      |                                      |            |
| MBC       | 1부                                                                 | 매주 일요일 오후 5시 20분 ~ 6시 55분 | 1시간 35분                           |            |
| MBC       | 2부                                                                 | 매주 일요일 저녁 6시 55분 ~ 7시 55분 | 1시간                                |            |
| MBC       | 2008년 8월 24일                                                     |                                      |                                      |            |
| MBC       | 1부                                                                 | 매주 일요일 오후 5시 25분 ~ 6시 55분 | 1시간 30분                           |            |
| MBC       | 2부                                                                 | 매주 일요일 저녁 6시 55분 ~ 7시 55분 | 1시간                                |            |
| MBC       | 2008년 9월 21일 ~ 2009년 4월 19일                                   |                                      |                                      |            |
| MBC       | 1부                                                                 | 매주 일요일 오후 5시 10분 ~ 6시 10분 | 1시간                                |            |
| MBC       | 2부                                                                 | 매주 일요일 저녁 6시 10분 ~ 7시 55분 | 1시간 45분                           |            |
| MBC       | 2009년 4월 26일                                                     | 매주 일요일 오후 4시 40분 ~ 7시 55분 | 매주 일요일 오후 4시 40분 ~ 7시 55분 | 3시간 15분 |
| MBC       | 2009년 5월 3일 ~ 2009년 8월 16일                                    |                                      |                                      |            |
| MBC       | 1부                                                                 | 매주 일요일 오후 5시 20분 ~ 6시 20분 | 1시간                                |            |
| MBC       | 2부                                                                 | 매주 일요일 저녁 6시 20분 ~ 7시 55분 | 1시간 35분                           |            |
| MBC       | 2009년 8월 30일 ~ 2011년 2월 20일                                   |                                      |                                      |            |
| MBC       | 1부                                                                 | 매주 일요일 오후 5시 20분 ~ 6시 20분 | 1시간                                |            |
| MBC       | 2부                                                                 | 매주 일요일 저녁 6시 20분 ~ 7시 55분 | 1시간 35분                           |            |

### 2기 - 우리들의 일밤
| 방송 채널 | 방송 기간                         | 방송 시간                            | 방송 시간                            | 방송 분량  |
| --------- | --------------------------------- | ------------------------------------ | ------------------------------------ | ---------- |
| MBC       | 2011년 3월 6일 ~ 2011년 8월 21일  | 매주 일요일 오후 5시 10분 ~ 7시 55분 | 매주 일요일 오후 5시 10분 ~ 7시 55분 | 2시간 45분 |
| MBC       | 2011년 8월 28일 ~ 2012년 2월 19일 | 1부                                  | 매주 일요일 오후 5시 ~ 6시           | 1시간      |
| MBC       | 2011년 8월 28일 ~ 2012년 2월 19일 | 2부                                  | 매주 일요일 저녁 6시 ~ 7시 55분      | 1시간 55분 |
| MBC       | 2012년 3월 18일 ~ 2012년 4월 22일 | 1부                                  | 매주 일요일 오후 5시 20분 ~ 6시 20분 | 1시간      |
| MBC       | 2012년 3월 18일 ~ 2012년 4월 22일 | 2부                                  | 매주 일요일 저녁 6시 20분 ~ 7시 55분 | 1시간 35분 |

### 3기 - 일밤
| 방송 채널 | 방송 기간                           | 방송 시간                            | 방송 시간                            | 방송 분량  |
| --------- | ----------------------------------- | ------------------------------------ | ------------------------------------ | ---------- |
| MBC       | 2012년 4월 29일 ~ 2012년 10월 14일  | 1부                                  | 매주 일요일 오후 5시 10분 ~ 6시 10분 | 1시간      |
| MBC       | 2012년 4월 29일 ~ 2012년 10월 14일  | 2부                                  | 매주 일요일 저녁 6시 10분 ~ 7시 55분 | 1시간 45분 |
| MBC       | 2012년 10월 21일 ~ 2012년 12월 30일 | 매주 일요일 오후 5시 ~ 7시 55분      | 매주 일요일 오후 5시 ~ 7시 55분      | 2시간 55분 |
| MBC       | 2013년 1월 6일 ~2013년 5월 26일     | 1부                                  | 매주 일요일 오후 4시 55분 ~ 6시 10분 | 1시간 15분 |
| MBC       | 2013년 1월 6일 ~2013년 5월 26일     | 2부                                  | 매주 일요일 저녁 6시 25분 ~ 7시 50분 | 1시간 25분 |
| MBC       | 2013년 6월 2일 ~ 2014년 3월 16일    | 매주 일요일 오후 4시 55분 ~ 7시 55분 | 매주 일요일 오후 4시 55분 ~ 7시 55분 | 3시간      |
| MBC       | 2014년 3월 23일 ~ 2014년 4월 13일   | 매주 일요일 오후 4시 20분 ~ 7시 55분 | 매주 일요일 오후 4시 20분 ~ 7시 55분 | 3시간 35분 |
| MBC       | 2014년 4월 27일 ~ 2017년 4월 2일    | 1부                                  | 매주 일요일 오후 4시 50분 ~ 6시 45분 | 1시간 55분 |
| MBC       | 2014년 4월 27일 ~ 2017년 4월 2일    | 2부                                  | 매주 일요일 저녁 6시 45분 ~ 7시 55분 | 1시간 10분 |

이 이후는 각 코너별로 분리 편성.

## 참고 사항
- 1988년 첫방송부터 2000년 11월까지 스튜디오 형식해왔으며, 2000년 11월부터 점차 없어졌다.

## 수상
- 제 17회(1990년) 한국방송대상 남자 코미디언상(주병진)[3]
- 제 19회(1992년) 한국방송대상 남자 코미디언상(이경규)[4]
- 제 31회(2004년) 한국방송대상 연예오락부문 우수작품상

## 같이 보기
- 일요일밤의 대행진 (전작)
- 청춘행진곡
- 해피선데이(KBS 2TV) (폐지)
- 일요일이 좋다(SBS TV) (폐지)